# Willem Pijper

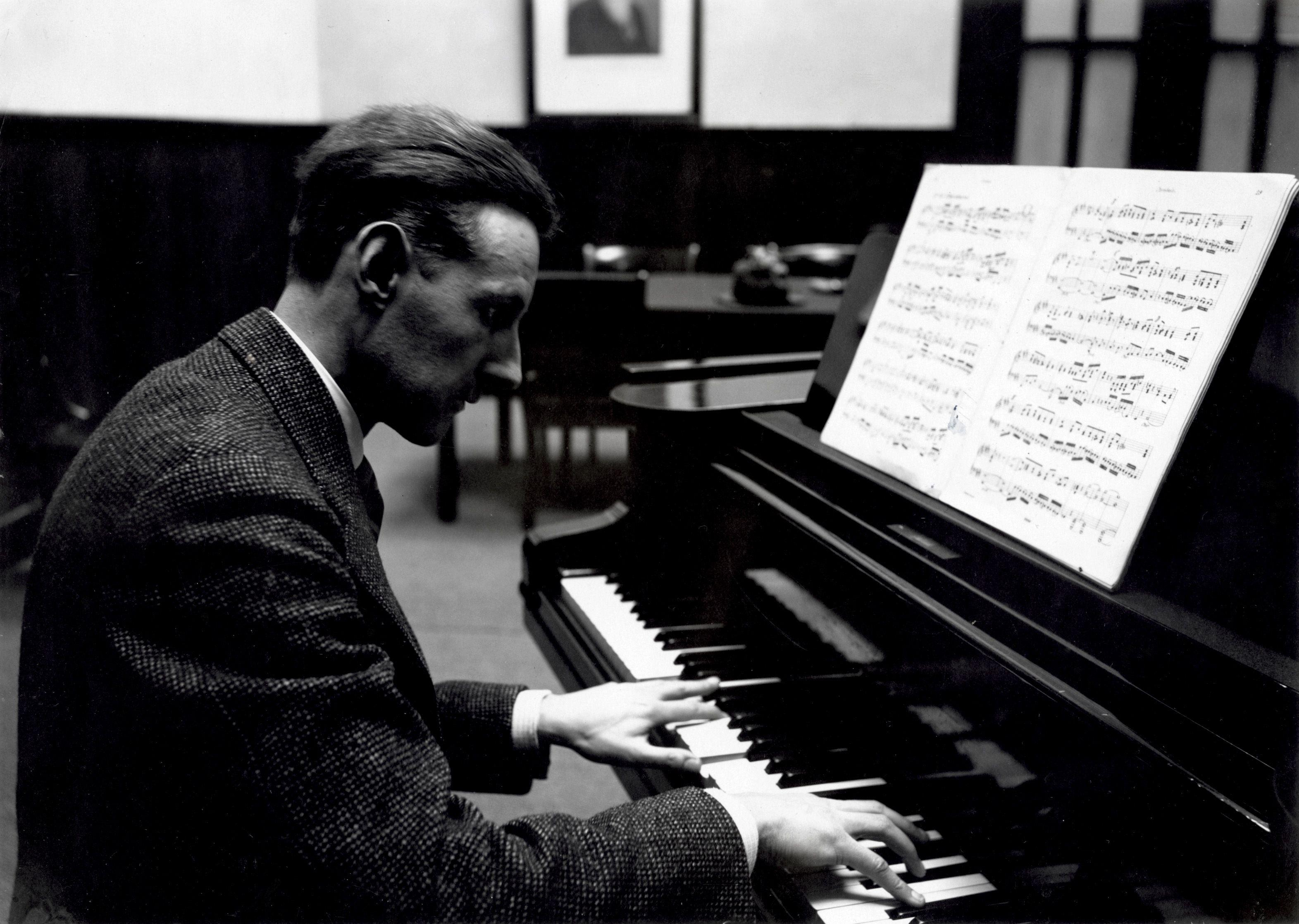
Willem Pijper.

Willem Pijper, född 8 september 1894, död 18 mars 1947, var en nederländsk tonsättare.

## Biografi
Pijper erhöll sin utbildning vid ett musikinstitut i Rotterdam, blev 1925 lärare i komposition vid konservatoriet i Amsterdam och var 1930-47 dess chef. Han räknas som en av de mer avancerade representanterna för den tidiga modernistiska musiken i Nederländerna. 
Pijper skrev främst instrumentalverk i en personlig polyfon stil såsom tre symfonier, en pianokonsert, kammarmusik, musik till dramer av Sofokles, Euripides och Shakespeare med mera. Bland övriga verk märks operan Halewijn (1933).